# Ernesto Eula
Ernesto Eula (Barge, 26 giugno 1889 – Chiusa di Pesio, 8 dicembre 1981) è stato un giurista e magistrato italiano.

## Biografia

### Giovinezza e inizio della carriera (1889-1921)
Nipote di Lorenzo Eula, figlio di Luigi, consigliere di Cassazione, seguì le tradizioni familiari e si laureò in giurisprudenza all'Università di Catania nel 1911. L'anno successivo entrò in magistratura presso la procura di Casale Monferrato. 
Durante lo svolgimento delle attività giudiziarie, iniziò la carriera di pubblicista in importanti riviste giuridiche come "Rivista universale di giurisprudenza e dottrina"; "Palazzo di Giustizia" e "Rivista di Diritto Pubblico".
Nel 1916 decise di arruolarsi come volontario nell'esercito e fu inserito nel Genio zappatori. Si distinse per la sua opera e ottenne una croce al merito di guerra. A settembre 1917 fu inviato al tribunale di guerra del II corpo d'armata come avvocato militare. 
Alla fine della guerra riprese servizio come magistrato civile alla pretura di Borgomaro e ottenne dopo alcuni mesi un trasferimento a Pieve di Teco.

### Regime fascista (1922-1944)
Dal 1924 prese servizio al tribunale di Savona, dove l'anno dopo rappresentò la pubblica accusa come sostituto procuratore del re nel processo che condusse alla prima condanna di Sandro Pertini. Continuò l'attività di studio sul diritto minerario, industriale, d'autore, demaniale e delle persone giuridiche.
Nel 1927 fu ammesso al concorso per consigliere di coperte d'appello grazie alle numerose pubblicazioni e al servizio presso il tribunale militare svolto nel 1919. Nel 1928 fu destinato all'Ufficio speciale dei ruoli d'udienza alla Corte di Cassazione. Nello stesso anno vinse il concorso per diventare consigliere di Corte d'appello con voti ottimi e ottenne una segnalazione a Mariano D'Amelio, primo presidente della Corte di cassazione. 
Nella seconda metà degli anni Venti, intensificò l'attività di pubblicista, in particolare per la "Rivista di diritto pubblico": Nel 1931 pubblicò una monografia dedicata al diritto minerario. 
Nel 1934 fu nominato consigliere di Corte di cassazione per entrambe le funzioni di giudicante e requirente. In questo ruolo svolse una intensa attività caratterizzata da costante approfondimento scientifico delle persone giuridiche pubbliche in campo civilistico. Tutta la sua attività si concentrò sul controllo dell'interpretazione giudiziaria del diritto soggettivo in linea con quanto avviato da D'Amelio dopo l'unificazione delle Corti di cassazione avvenuta nel 1923. 
Pubblicò alcune voci per il "Dizionario pratico del diritto privato", diretto da Vittorio Scialoja, tra 1933 e 1939. In quegli stessi anni ebbe inoltre ruoli amministrativi. Nel 1936 fu membro supplente per la Commissione centrale per l'esame delle domande d'iscrizione nell'enco dei produttori e commercianti di marmi, graniti e pietre ornamentali, grazie a una nomina ministeriale. Nel 1938 fu giudice del Tribunale superiore delle acque pubbliche. 
Tra 1938 e 1940 collaborò al "Nuovo Digesto Italiano", diretto da D'Amelio, scrivendo alcune voci ancora attinenti al diritto minerario e industriale. I suoi contributi risultano inseriti nella linea culturale corporativista e riprendono la concezione giuridica già affermata da Santi Romano e Guido Zanobini.
Nel 1942 fu nominato procuratore generale di Corte d'appello e nello stesso anno esercitò il ruolo di avvocato generale presso la Corte suprema di cassazione. Nel giugno 1943 assunse l'incarico di avvocato generale del Consiglio superiore della magistratura presso la Corte di cassazione. 

### Processo di epurazione e Italia repubblicana (1944-1981)
Il 10 novembre 1944 la Commissione di epurazione di primo grado per i dipendenti del ministero di Grazia e Giustizia decise di mettere Eula a riposo in quanto collaboratore dell'Ufficio legislativo del Partito Nazionale Fascista tra 1941 e 1943; inoltre furono presi in considerazione le sue pubblicazioni sulla rivista "Echi e commenti". Eula presentò ricorso e nell'aprile 1945 fu revocato il decreto, poiché furono valutati positivamente i suoi comportamenti di magistrato nella lotta all'occupazione tedesca dopo l'8 settembre 1943. Eula fu reintegrato nelle sue funzioni. 
Nel 1948 divenne procuratore generale presso l'Alta Corte siciliana e la sua carriera pubblicistica si concentrò sulle questioni di costituzionalità delle leggi. 
Dal 15 gennaio 1953 al 16 ottobre 1954 fu Procuratore generale della Corte di Cassazione; dal 18 ottobre 1954 divenne Primo presidente della Corte di Cassazione fino alla messa a riposo, per aver raggiunto il limite di età, nel 1959. Nel 1954 assunse anche la direzione della "Rivista Penale" insieme a Filippo Ungaro. Tra 1957 e 1975 diresse insieme ad Antonio Azara il "Novissimo Digesto italiano".
Nella anni Cinquanta la produzione scientifica si concentrò sulle competenze della Corte costituzionale e della Corte di cassazione e sulle problematiche legate all'attuazione dei principi costituzionali. 
Ottenne altri prestigiosi incarichi sul finire del decennio: nel 1958 fu nominato presidente del Comitato internazionale per l'unità e l'universalità della cultura e nel 1959 presidente dell'Istituto internazionale di studi giuridici. Nello stesso anno fu nominato membro del Consiglio del contenzioso diplomatico del ministero degli Affari esteri. Nel 1961 ottenne la presidenza dell'Istituto internazionale per l'unificazione del diritto privato. 